# Агрономия (Буэнос-Айрес)
Агрономия (исп. Barrio Agronomía) — один из районов Буэнос-Айреса. Расположен в Коммуне 15, включающий улицы: Авенида Сан-Мартин, Гутенберг, Белл, Авенида-Мария-дель-Сальвадор Carril, и Авенида Chorroarín. Граничит с районами Вилья Уркиса на севере, на северо-востоке с Парке Час, Ла-Патернал на востоке, Вилья-Девото на юго-западе и на северо-западе с Вилья-Пуэйрредон. Он имеет площадь около 2,13 км² и насчитывает около 13 963 жителей (плотность — 6555 жителей/км²). Значительная часть района (1,04 км²) занята факультетом сельского хозяйства и ветеринарии Университета Буэнос-Айреса, зданиями клуба Архитектура и футбольного клуба Комуникасьонес. Плотность поселения в жилой застройке — 13 426 жителей/км².

## История
Земли, входящие в район первоначально принадлежали иезуитам, и назывались Chacra de los jesuitas. Когда иезуиты были изгнаны в 1769 году, земля была экспроприирована государством, которое использовало землю для строительства Королевского колледжа Сан-Карлоса и его преемников, среди которых Национальный колледж Буэнос-Айреса. Первые студенты проводили свои каникулы на этих землях, которые были известны как Chacarita de los Colegiales. В конце девятнадцатого века строительство парка было спланировано в этих землях. В 1901 году исполнительная власть распорядилась так, что 185 га были предназначены для строительства парка, но 30 га предназначались для строительства Estación Agronómica con Granja Modelo (станции с агрономической модели) и Escuela de Agricultura (школы сельского хозяйства), учебного заведения, которое было необходимо для подготовки кадров в сельском хозяйстве.

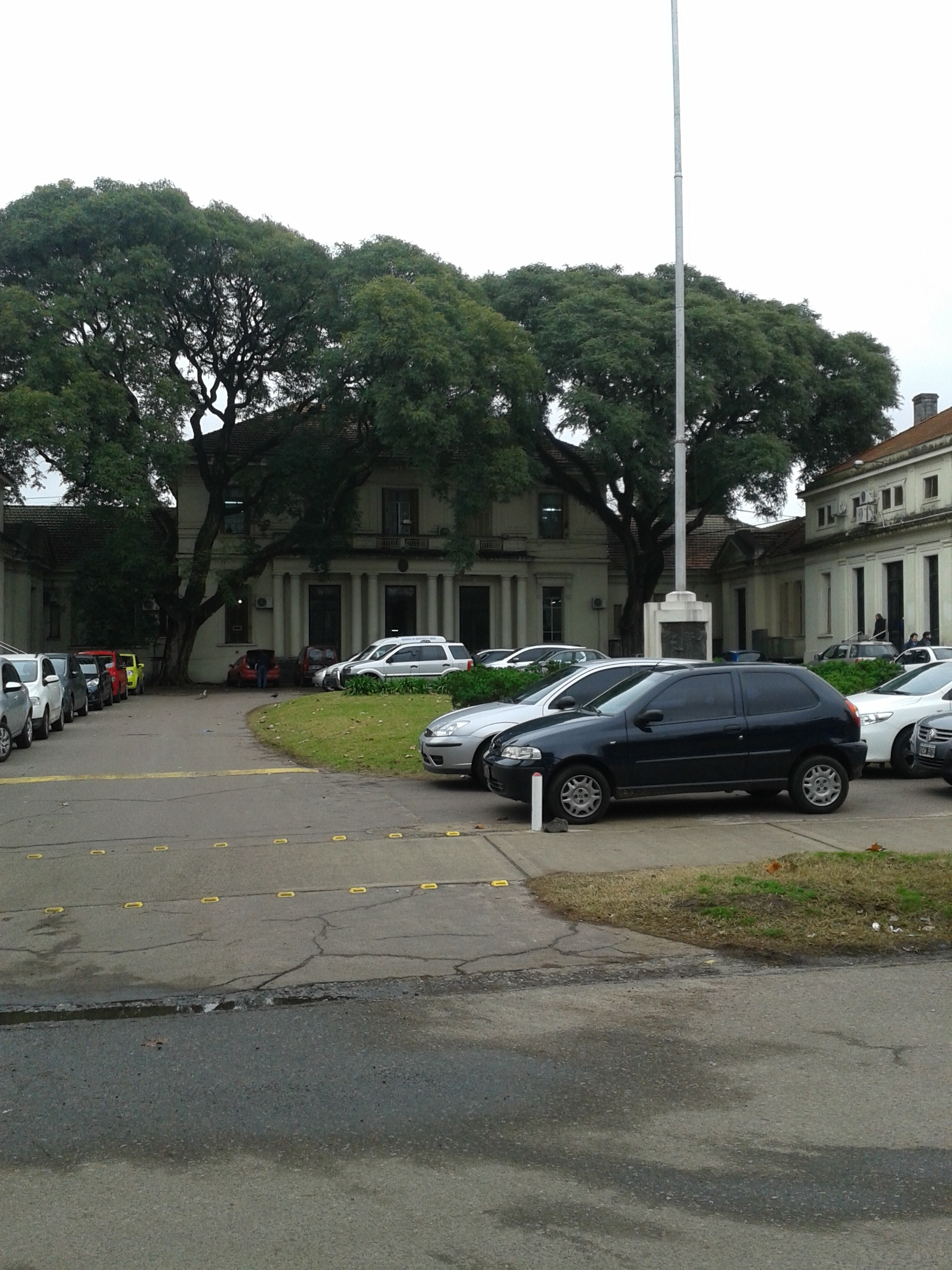
Университет Буэнос-Айреса и School of Agronomy по соседству

Район был образован вокруг парка, который имел несколько названий: «Западный», «Национальный», «Буэнос-Айрес» и «Сельское хозяйство». Также изменилась и агрономическая станция, которая была переименована в Высший институт агрономии и ветеринарии. Институт был открыт 25 сентября 1904 года, а спустя пять лет при нём появился колледж сельского хозяйства и ветеринарии, Университета Буэнос-Айреса. В 1973 году их соответствующие факультеты были разделены. Задолго до этого, в начале XX века, «Сельскохозяйственный Парк», в народе известный как «Агрономия» полностью находился в окрестностях района Вилья-дель-Парке, и северная часть района Агрономия, проходила по улице Франциско П. Морено (ранее Сальвадор-Мария-дель Каррил), в то время как в состав южной части района наполовину входит неофициальный район города Вилья-Талар, сегодня незарегистрированный в законодательстве города. Остальные 50 % района Вилья-Талар являются северной частью района Вилья-Пуэйрредон. Район Агрономия был образован без особого уважения к истории района.

## Основные здания
В районе находятся два факультета университета Буэнос-Айреса, крупнейшего университета страны: агрономический и ветеринарный. На территории факультета агрономии находится Метеостанция «Вилла Ortúzar», Национальная метеорологическая служба Аргентины. В здании колледжа ветеринарии располагаются Музеи анатомии и хирургической патологии. В здании факультета агрономии находится музей сельскохозяйственных машин. В усадьбе «поле в городе», которое вмещает ферму 16 гектаров, проходят практические занятия.
Окрестности университета являются местом расположения для многих спортивных учреждений:
- Спортивная Ассоциация Архентинос Хуниорс,
- Club Arquitectura
- Club Biblioteca Artigas
- Футбольный клуб Комуникасьонес (основан в 1931 году)
- Club Deportivo y Biblioteca El Talar
- Club Social y Deportivo Morán
- Polideportivo Costa Rica (Правительство города Буэнос-Айрес)
- Club El Trébol
- Club Newell’s Old Boys Agronomía
- Club Saber y Biblioteca El Resplandor
- Club Social y Deportivo Agronomía Central (Выдающийся клуб Буэнос-Айрес)

Последние четыре учреждения исторически связаны с районом, но с 2005 года принадлежат к району Парке Час, а также в штаб-квартире AAAJ и стадиону «Мальвинские Аргентинас» в районе Ла-Патернал.
В окрестностях района жил Хулио Кортасар, на улице Артигас 3246. Сегодня улица носит его имя.